# Syngman Rhee
Syngman Rhee (în coreeană 이승만, n. 26 martie 1875, Pyongsan County⁠(d), Provincia Hwanghae de Nord, RPDC – d. 19 iulie 1965, Hawaii, SUA) a fost un politician sud-coreean, primul și ultimul șef de stat al guvernului provizoriu al Republicii Coreea și primul președinte al Coreei de Sud din 1948 până în 1960. Perioada în care a deținut mandatul de președinte al Coreei de Sud (august 1948 - aprilie 1960) a fost puternic afectată de tensiunile cauzate de Războiul Rece în Peninsula Coreeană.
El a condus Coreea de Sud în perioada Războiului din Coreea. A demisionat în urma protestelor populare care au avut loc după alegerea sa ca președinte pentru un al patrulea mandat și după victoria la limită a protejatului său în alegerile pentru postul de vicepreședinte. Rhee a fost considerat un dictator autoritar anticomunist și se crede că a ordonat zeci de mii de ucideri extrajudiciare ale cetățenilor coreeni suspectați că ar fi comuniști în primele faze ale Războiului din Coreea. A murit în exil la Honolulu (Hawaii).